# Réforme agraire chinoise

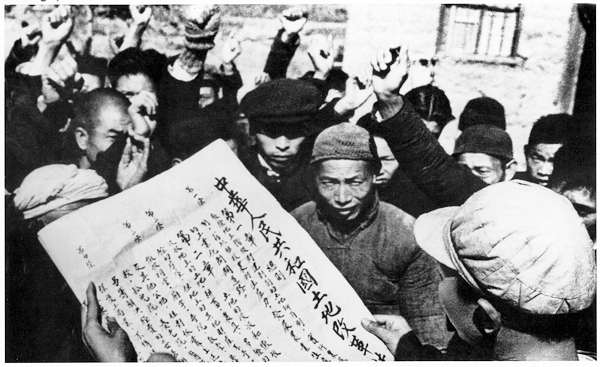
Un fonctionnaire a présenté la « loi de réforme agraire » aux paysans.

Le mouvement de réforme agraire chinois (chinois traditionnel : 土地改革運動 ; chinois simplifié : 土地改革运动 ; pinyin : tǔdì gǎigé yùndòng), ou la réforme agraire chinoise pour faire court, était une campagne socialiste de réforme agraire menée par le chef du Parti communiste Mao Zedong qui a commencé à la fin de la guerre civile chinoise et s'est terminée en 1953 pour la majeure partie de la République populaire de Chine,.  La réforme agraire visait à éliminer les «ennemis de la classe rurale» et l'hypothèse du pouvoir local par les communistes. La plupart des terres redistribuées aux paysans devaient bientôt être remises à des fermes collectives.
Selon le gouvernement chinois, environ 300 millions de paysans qui n'avaient que peu ou pas de terres se sont vu attribuer quelque 47 millions d'hectares de terres ainsi que des outils agricoles, du bétail et des bâtiments,,. Les paysans ont été déchargés de loyers équivalant à 35 milliards de kilogrammes de céréales par an.

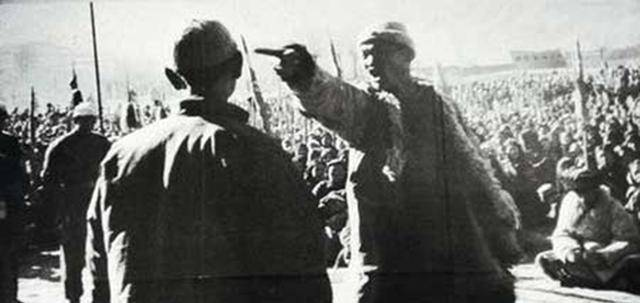
La séance de lutte d'un propriétaire avant la réforme agraire, en 1946, pendant la guerre civile chinoise (1927-1949).

Bien que la « loi de réforme agraire (中华人民共和国土地改革法) » ait été adoptée en juin 1950, le mouvement ne s'est pas déroulé pacifiquement encouragé par Mao Zedong,,,. Des chercheurs[Qui ?] ont estimé qu'un total de 1 million à 4,7 millions de personnes sont mortes dans le mouvement de réforme agraire, dont la plupart étaient des propriétaires et leurs enfants ainsi que leurs proches,,,,.
À partir de 1953, cependant, le Parti communiste chinois a lancé des transformations socialistes, imposant des politiques telles que la « propriété collective des terres » et le « collectivisme agricole », qui ont repris les terres aux paysans,,. De plus, les chercheurs ont souligné que le mouvement de réforme agraire avait détruit les valeurs culturelles et morales traditionnelles de la Chine rurale,,. Dans les régions rurales, de nombreuses élites qui connaissent les techniques de l'agriculture ont été tuées,.
La réforme agraire a donc été une étape transitoire vers la collectivisation qui s'est soldée par la Grande famine de 1959 à 1961. Par la suite des mesures correctives ont été prises et en 1979 une politique de décollectivisation partielle a été mise en place. Les décennies suivantes ont connu une très forte croissance agricole.
En 2022, la Chine est classée dans 17 pays avec le meilleur taux de nutrition selon le Hunger Index et dans les 25 premiers selon Observer Resarch Foundation, tandis que l'Inde qui a une population comparable est classée 117e.
Pour la FAO le taux de malnutrition est inférieur à 2,5 % sur la période 2018-2020 contre 7 % sur la période 2004-2006, en Chine continentale.